# Elecciones generales de Nicaragua de 2001
Las elecciones generales de Nicaragua de 2001 se llevaron a cabo para elegir al Presidente de la República y a los 92 miembros de la Asamblea Nacional de Nicaragua el 4 de noviembre. Daniel Ortega, del Frente Sandinista de Liberación Nacional, perdió su tercera elección presidencial ante una aplastante victoria de Enrique Bolaños Geyer, del Partido Liberal Constitucionalista, quien obtuvo el 56% de los votos y dominó el legislativo con una mayoría absoluta de 49 escaños. La participación electoral fue del 73%.

## Resultados

### Presidencial
| Candidatos - Partidos                                                  | Votos     | %      |
| ---------------------------------------------------------------------- | --------- | ------ |
| Enrique José Bolaños Geyer - Partido Liberal Constitucionalista        | 1,228,412 | 56.31  |
| José Daniel Ortega Saavedra - Frente Sandinista de Liberación Nacional | 922,436   | 42.28  |
| Alberto Saborío Morales - Partido Conservador                          | 30,670    | 1.41   |
| Total (participación del 73.19%)                                       |           | 100.00 |
| Fuente:                                                                |           |        |

### Legislativo
| Partidos                                       | Votos     | %     | Escaños  | Escaños       | Escaños |
| Partidos                                       | Votos     | %     | Nacional | Departamental | Total   |
| ---------------------------------------------- | --------- | ----- | -------- | ------------- | ------- |
| Partido Liberal Constitucionalista             | 1,216,863 | 52.6% | 11       | 38            | 49      |
| Frente Sandinista de Liberación Nacional       | 915,417   | 42.6% | 9        | 30            | 39      |
| Partido Conservador                            | 29,933    | 4.8%  | 0        | 3             | 4       |
| Total de votos válidos (participación del 75%) | 2,042,524 | 100.0 | 20       | 70            | 92      |
| Votos anulados                                 | 82,172    |       |          |               |         |
| Total de votos                                 | 2,124,696 |       |          |               |         |
| Fuente:                                        |           |       |          |               |         |